# Argyrogrammana rameli
Espèce
Argyrogrammana rameli est une espèce de papillons de la famille des Riodinidae et du genre Argyrogrammana.

## Dénomination
Argyrogrammana rameli a été décrit par Meier-Ramel en 1928 sous le nom de Argyrogrammana trochilia boyi car considéré d'abord comme une sous-espèce de Argyrogrammana trochilia. Le nom étant cause de confusions avec Argyrogrammana boyi, Hans Stichel l'a renommé en 1930 Argyrogrammana trochilia rameli. Mais il est devenu Argyrogrammana rameli car donné comme espèce par Gallard en 1995, ce qui a été confirmé par Hall et Willmott en 1996

## Description
Argyrogrammana rameli est un papillon d'une envergure d'environ 30 mm qui présente un grand dimorphisme sexuel. Chez le mâle le dessus des ailes antérieures est de couleur bleu clair métallique rayé et bordé de noir.
Chez la femelle le dessus est beige rayé de marron avec une fine ligne submarginale bleu gris métallisée.

## Biologie

### Plante hôte
Les plantes hôtes de ses chenilles seraient comme pour Argyrogrammana trochilia des Toomitopsis et des Garcinia

## Écologie et distribution
Argyrogrammana rameli est présent en Guyane, au Guyana, au Surinam, en Équateur, au Brésil et au Pérou.

### Biotope
Il réside dans la forêt tropicale.